# Otostigmus oweni
Otostigmus oweni är en mångfotingart som beskrevs av Pocock 1892. Otostigmus oweni ingår i släktet Otostigmus och familjen Scolopendridae.
Artens utbredningsområde är Myanmar. Inga underarter finns listade i Catalogue of Life.